# Bockholter Dose
Die Bockholter Dose ist ein Naturschutzgebiet in der niedersächsischen Stadt Werlte und der Gemeinde Vrees in der Samtgemeinde Werlte im Landkreis Emsland.

## Allgemeines
Das Naturschutzgebiet mit dem Kennzeichen NSG WE 138 ist rund 123 Hektar groß. Es ist vollständig Bestandteil des Vogelschutzgebietes „Niederungen der Süd- und Mittelradde und der Marka“ (Kennung DE-3211-431, Landesnr. V66) und zu einem großen Teil Bestandteil des FFH-Gebietes „Markatal mit Bockholter Dose“ (Kennung DE-3012-301, Landesnr. 046). Nach Westen, Norden und Osten grenzt es größtenteils an das Landschaftsschutzgebiet „Mittelradde – Marka – Südradde“, im Nordosten auch an das Naturschutzgebiet „Oberlauf der Marka / Mittelradde“. Das Gebiet steht seit dem 2. Juli 1983 unter Naturschutz. Es war zunächst rund 130 Hektar groß und wurde zum 31. Dezember 2009 auf seine jetzige Größe verkleinert. Zuständige untere Naturschutzbehörde ist der Landkreis Emsland.

## Beschreibung

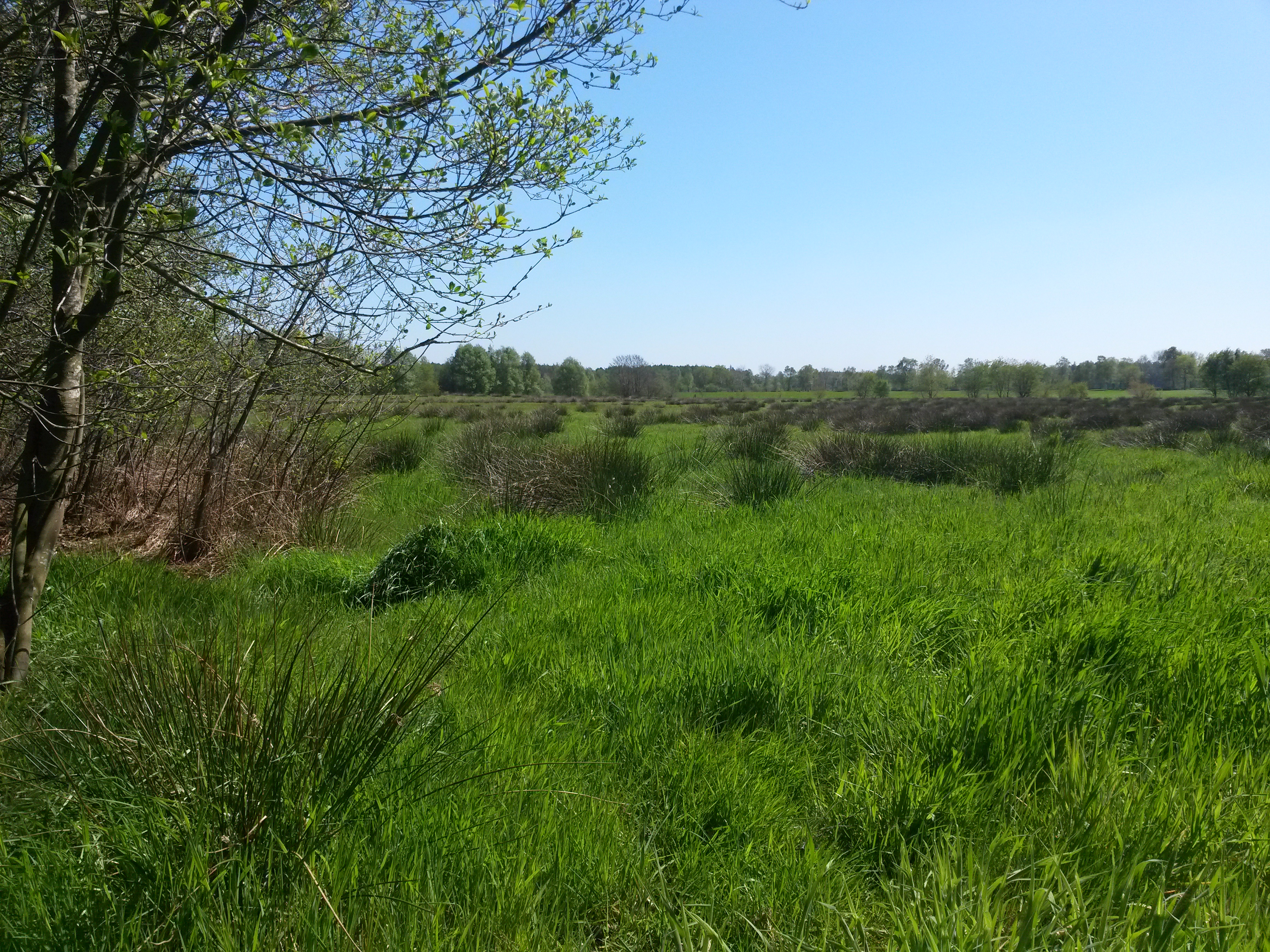
Grünland

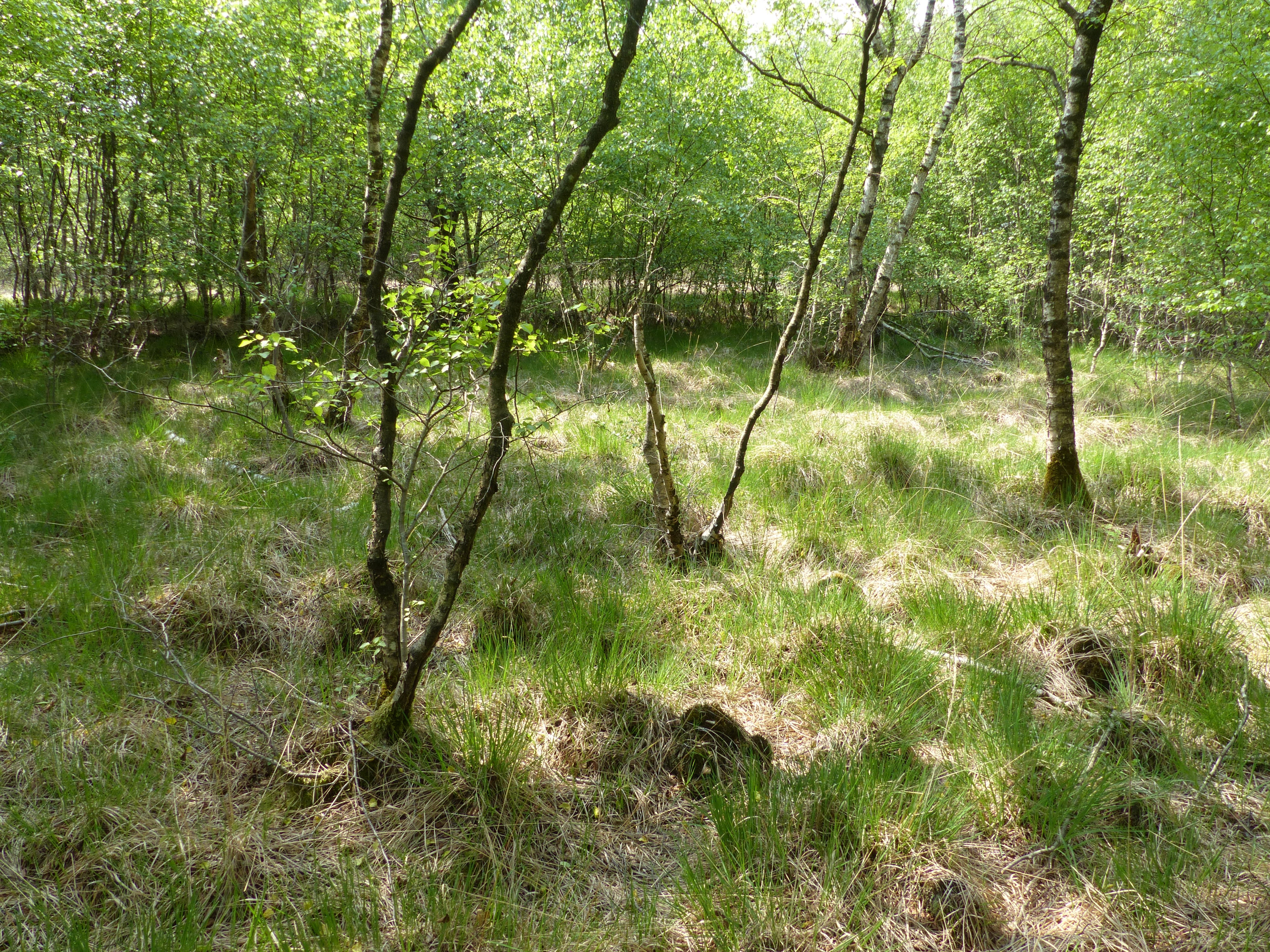
Moorwald

Das Naturschutzgebiet liegt westlich von Cloppenburg in etwas zwischen Werlte, Vrees und Lindern (Oldenburg) in der Niederung von Marka und Mittelradde, deren Quellbäche zum Teil im Naturschutzgebiet entspringen. Es stellt den Rest eines früher über 300 Hektar großen Hochmoores mit Torfmächtigkeiten bis zu fünf Metern unter Schutz. Der Moorkörper ist durch die im 18. Jahrhundert einsetzende Nutzung durch Handtorfstiche und den Anbau von Buchweizen bzw. Beweidung mit Schafen sowie die durch den Ausbau der Oberläufe von Mittelradde und Marka ab der Mitte des 20. Jahrhunderts verstärkte Entwässerung stark verändert. Das Naturschutzgebiet wird heute von einem Mosaik aus Grünländern, Moorwäldern und einem circa 30 Hektar großen Bereich mit offenen Moor- und Moorheideflächen geprägt. Das Grünland wird teilweise extensiv genutzt. Die Moorwälder sind torfmoosreich. Sie werden von Moorbirke dominiert, zu denen sich standorttypische Gehölze gesellen. Die Wälder verfügen über einen hohen Alt- und Totholzanteil und strukturreiche Waldränder. Teile des Schutzgebietes werden seit Herbst 1998 durch Wiedervernässungsmaßnahmen renaturiert. Ehemalige Torfstiche sind vielfach mit Wasser vollgelaufen. Sie verlanden langsam. Auf den Moorflächen siedeln Schnabelried-Gesellschaften, Wollgras-Igelsimsen-Gesellschaften und Feuchtheiden mit Glockenheide und Torfmoosen. Um die Moorflächen offen zu halten, werden Teile des Schutzgebietes mit Schafen beweidet.
Das Gebiet ist als Bestandteil des Vogelschutzgebietes „Niederungen der Süd- und Mittelradde und der Marka“ Lebensraum u. a. von Wiesenweihe, Kiebitz, Uferschnepfe, Großem Brachvogel, Bekassine, Krickente, Sumpfohreule und Schwarzkehlchen. Die ehemaligen Torfstiche beherbergen verschiedene Amphibien und Libellen. Weiterhin ist das Gebiet Lebensraum verschiedener Reptilien.
Teile des Moores wurden Anfang des 21. Jahrhunderts wiedervernässt.
Im Nordosten befinden sich in den Vreeser Wiesen am Rand des Schutzgebietes ein Naturlehrpfad sowie ein Aussichtsturm, von dem aus Teile des Naturschutzgebietes einsehbar sind.
Das Naturschutzgebiet ist von landwirtschaftlichen Nutzflächen umgeben. Im Westen wird es von der Mittelradde, im Süden von der Marka und einem Entwässerungsgraben begrenzt.

## Wasserscheide
Der Moorkörper der Bockholter Dose fungiert als Wasserscheide. Die im Westen des Gebietes verlaufende Mittelradde fließt in südwestliche Richtung zum Ems-Nebenfluss Hase, während die im Südosten des Gebietes verlaufende Marka in nordöstliche und später nördliche Richtungen verläuft und am Zusammenfluss mit der Ohe die Sagter Ems bildet, die auch zum Ems-Einzugsgebiet gehört.